# Вепшиці
Вепшиці (пол. Wieprzyce, нім. Wepritz) — село в Польщі, у гміні Боґданець Ґожовського повіту Любуського воєводства.
Населення — 242 особи (2011).
У 1975-1998 роках село належало до Гожовського воєводства.

## Демографія
Демографічна структура станом на 31 березня 2011 року:
|          | Загалом | Допрацездатний вік | Працездатний вік | Постпрацездатний вік |
| -------- | ------- | ------------------ | ---------------- | -------------------- |
| Чоловіки | 119     | 42                 | 70               | 7                    |
| Жінки    | 123     | 32                 | 71               | 20                   |
| Разом    | 242     | 74                 | 141              | 27                   |